# Radiosoftware
Radiosoftware, inizialmente chiamato Radiotext, è un programma radiofonico di informatica che venne trasmesso da Rai Radio 3 tra il 1984 e il 1989, all'interno della rubrica di attualità Un certo discorso fino al 1986 e poi autonomamente. Oltre a trattare approfondimenti sulle applicazioni del personal computer, il programma era innovativo in quanto caratterizzato, per la prima volta a livello nazionale, da una parte dedicata alla trasmissione diretta di software codificato sotto forma di audio.
La parte parlata del programma veniva interrotta per diversi minuti e i software, per specifici modelli di personal computer tra i più diffusi allora in Italia, venivano trasmessi in FM come una serie di impulsi sonori (rumori elettronici incomprensibili alle persone) con lo stesso formato che il computer utilizza per la registrazione dei dati su audiocassetta, all'epoca un supporto di memoria molto comune per gli home computer. Il radioascoltatore poteva quindi registrare il segnale radio su cassetta e ottenere così gratuitamente un software da eseguire poi sul computer.
Dal 1987 si fece anche uso di un sistema di ricezione più evoluto, non basato su cassette, ma su apposita interfaccia hardware radio-computer, anch'esso noto come Radiosoftware.

## Storia

### Radiotext
L'iniziativa veniva presentata come una forma di "microtelematica" e come il primo esperimento nazionale di questo tipo in Europa, derivato dalla precedente esperienza guida di Open, programma realizzato a livello locale da Controradio di Firenze.
In realtà non fu la prima trasmissione nazionale di software via radio in Europa; iniziative simili, basate su Basicode, la precedettero almeno nei Paesi Bassi dal 1978 (Hobbyscoop della NOS) e nel Regno Unito dal gennaio 1984 (The Chip Shop della BBC).
La prima edizione del programma, intitolata Radiotext, andò in onda per 8 puntate dall'11 maggio al 29 giugno del 1984, all'interno del contenitore Un certo discorso che iniziava il venerdì alle 15:30. Lo spazio dedicato a Radiotext durava circa mezz'ora e iniziava alle 16. Le domeniche successive, quindi fino al 1º luglio, veniva trasmessa una replica del solo Radiotext alle 14.
In ogni puntata venivano trasmessi almeno tre diversi software rispettivamente per i computer ZX Spectrum 48k, Commodore 64 e Olivetti M10. Nella replica domenicale cambiava leggermente la parte software: lo stesso applicativo che era stato trasmesso il venerdì per Spectrum veniva trasmesso in versione per Commodore 64 e viceversa.
Ogni puntata ha una tematica generale che accomuna anche i software, tra le quali grafica, moda, Festival di Cannes, musica, protezione dei dati, Olimpiadi di Los Angeles. I software sono di solito applicativi di utilità, spesso di genere database di consultazione su argomenti pratici o di intrattenimento. Inoltre i radioascoltatori erano invitati a spedire alla redazione programmi di propria creazione e a volte veniva trasmessa anche una selezione di questi. La parte parlata poteva comprendere anche interviste di argomento non strettamente informatico, sebbene attinenti alla tematica della puntata, ad esempio a Elio Fiorucci o Gianna Nannini.
Radiotext era a cura della Lega Informatica/Arcimedia, un'associazione con sede a Roma che promuoveva la diffusione dell'uso del personal computer tra il pubblico italiano di massa, in collaborazione con la divisione Ricerca e Sperimentazione della Rai. Ci fu anche un coinvolgimento della rivista cartacea Sperimentare con l'elettronica e il computer, che condusse un'inchiesta sugli ascolti del programma tra i propri abbonati e mise a disposizione presso la propria redazione i listati di tutti i software trasmessi da Radiotext.

### RadiosoftwareinUn certo discorso
Il successivo ciclo di trasmissioni prese il nome definitivo di Radiosoftware e iniziò a novembre 1984. Veniva trasmesso ancora all'interno di Un certo discorso, che iniziava sempre il venerdì alle 15:30, mentre la replica domenicale delle 14 era trasmessa all'interno di Antologia di Radiotre. Questa seconda stagione del programma andò avanti fino al giugno 1985, poi nel resto dell'estate vennero trasmesse repliche. La durata di Radiosoftware aumentò a un'ora. Ai tre modelli di computer già trattati venne aggiunto l'Apple II, ed erano in previsione anche MSX e BBC Micro.
La realizzazione era ancora affidata alla Lega Informatica, con la collaborazione della casa editrice JCE, che informava i lettori sulla programmazione radiofonica informatica tramite alcune riviste di settore e forniva parte del software alla trasmissione. Anche Sandro Petrone, che in questo periodo faceva parte dei curatori di Un certo discorso, partecipò alla realizzazione di Radiosoftware, curandone la parte informazione.
La terza stagione di trasmissioni ebbe inizio il 7 febbraio 1986, ancora il venerdì alle 15:30 nell'ambito di Un certo discorso, e proseguì fino a giugno 1986. Il programma divenne articolato in tre parti: Hard & soft news, con i contenuti tipici di una rivista informatica, comprese posta degli ascoltatori e prove di hardware e software, e con la collaborazione di riviste cartacee; Studiare con il computer, dedicata al software didattico per scuole medie, scuole superiori e conservatori, con l'attivazione di centri di ascolto in diversi istituti italiani; Radio + informatica, area di ricerca e sperimentazione su altre possibili interazioni tra radiofonia e informatica. La trasmissione di software era per i computer ZX Spectrum, Commodore 64, MSX, BBC Micro e Apple II già trattati ed era prevista l'introduzione di Olivetti M24 e Macintosh; questi ultimi necessitavano però di un accoppiatore acustico per ricevere i software, mentre per i precedenti home computer bastava ancora il semplice registratore a cassette.
Continuava anche la trasmissione di software realizzato dagli ascoltatori, riproponendo un'apposita rubrica chiamata Osservatorio Radiofonico del Software Autoprodotto (ORSA).

### Radiosoftwareautonomo
Successivamente Radiosoftware riprese come programma a sé stante, non più facente parte di Un certo discorso (il quale poi cessò il 1º gennaio 1988). A fine 1986 iniziarono trasmissioni della durata di circa un'ora, sabato o domenica alle 23.

Il sistema Radiosoftware collegato a un Olivetti M24

Un altro ciclo di Radiosoftware iniziò il 22 marzo 1987, tutte le domeniche alle 23 per circa un'ora, proseguendo fino a giugno 1987. Fu organizzato con la collaborazione dell'Istituto Tecnico Industriale Enrico Fermi di Roma, propose tematiche sull'uso del software didattico direttamente in classe, anche per materie non informatiche, e furono condotte sperimentazioni con centri di ricezione dei programmi in 60 scuole italiane. I software vennero sviluppati in ambiente MS-DOS, con possibilità di adattamento su altri sistemi come CP/M. Si faceva uso di un'interfaccia hardware e software tra la radio e il computer realizzata dal Centro ricerche RAI di Torino, che si progettava anche di commercializzare, a un prezzo iniziale intorno alle 90.000 lire.
Il sistema, normato CCIR con il nome di RAI-Radiosoftware, ha velocità di trasmissione di 4800 bit/s a pacchetti, decisamente più rapida rispetto alla precedente registrazione diretta su cassetta, e usa modulazione bifase. L'hardware si collega alla porta RS-232 del computer ed è indipendente dal sistema operativo, bastava cambiare il relativo software di gestione per supportare diversi computer, e per alcune macchine come l'Olivetti M24 e M28 era possibile realizzarlo come scheda interna.
Nel 1988 il programma venne trasmesso il sabato alle 10 di mattina, per la durata di un'ora, fino a luglio circa. Continuarono a esserci puntate dedicate al software didattico, sempre in collaborazione con l'ITIS Enrico Fermi e ora anche con il Ministero della pubblica istruzione.
Nel 1989 Radiosoftware venne trasmesso tutti i giorni dal lunedì al venerdì alle 19:45, ma solo per 10 minuti, tra febbraio e giugno circa. Le trasmissioni erano basate sul sistema operativo MS-DOS. Un nuovo ciclo era previsto per l'inizio del 1990, ma non si ha conferma dell'esistenza di altre edizioni sui canali nazionali dopo il 1989.

### Sviluppi successivi
Il Centro ricerche RAI sperimentò con successo anche la possibilità tecnica di trasmettere il segnale Radiosoftware attraverso la televisione, sfruttando la seconda portante dell'audio stereofonico quando questo, in un programma monofonico, non è utilizzato.
Il metodo di Radiosoftware, qualche anno dopo la sua introduzione, fu gradualmente affiancato e superato dal telesoftware, nome generico dei sistemi di trasmissione di software mediante teletext, ossia nel caso italiano mediante il Televideo. Il telesoftware Rai, definito in collaborazione con l'Olivetti, entrò in fase operativa nel 1989. Le sperimentazioni scolastiche sono evolute da Radiosoftware a Telesoftware già nel 1988, coordinate come le precedenti dall'istituto Enrico Fermi, in collaborazione col Ministero della pubblica istruzione.
La successiva diffusione di Internet ha reso superata la distribuzione di software per computer via radio o televisione.
La codifica dati del sistema Radiosoftware fu riutilizzata diversi anni dopo dalla Rai per lo sviluppo del Traffic Message Channel italiano.

## Accoglienza
L'esperimento di Radiotext ebbe un notevole successo di ascolto e ne seguì la molto più duratura produzione di Radiosoftware.
Il quotidiano La Repubblica, ai tempi della trasmissione della seconda serie (la prima con il titolo Radiosoftware), descrisse il programma come un esperimento degno di interesse per chi possedeva uno dei computer per i quali venivano trasmessi i software. Veniva però segnalata come un problema fondamentale la necessità di una buona qualità di ricezione: per poter registrare programmi funzionanti serviva un buon apparecchio radio e bisognava seguire bene le direttive tecniche che venivano ripetute in ogni puntata del programma.
Secondo la rivista Sperimentare con l'elettronica e il computer fu condotto un sondaggio professionale approfondito nel novembre 1985, dopo la seconda edizione del programma, intervistando 48 possessori dei computer interessati dalle trasmissioni. Radiosoftware risultava non molto conosciuto dagli utenti. Dopo averlo ascoltato veniva definito una buona idea, specialmente per la disponibilità di software gratuito e per essere una guida rassicurante nell'uso del computer. I difetti evidenziati erano le ampie parti di trasmissione dedicate a software per computer diversi dal proprio, oppure a software che possono non interessare all'utente per altri motivi, e i problemi di qualità della registrazione che non sempre dava risultati funzionanti.